# Васил Хаджикимов
Васил Димитров Хаджикимов (изписване до 1945 година: Василъ хаджи Кимовъ) е български революционер и общественик, деец на Македонската младежка тайна революционна организация, Вътрешната македонска революционна организация (обединена) и на Българските акционни комитети.

## Биография
Васил Хаджикимов е роден на 29 октомври 1903 година в щипското Ново село, тогава в Османската империя, и е от рода Хаджикимови. Революционерът Владислав Ковачев му е вуйчо. След окупацията на Вардарска Македония от Сърбия завършва сръбска гимназия, в която още от 8 клас се присъединява към ЮКП. Арестуван е от сръбската полиция, заради разпространяваната от него книга на Коста Новакович „Македония на македонците! Земята на земеделците!“. В началото на 20-те години Хаджикимов напуска ЮКП и се присъединява към Македонската младежка тайна революционна организация, след като комунистите отказват да подпомогнат решаването на македонския въпрос.
През 1925 година се прехвърля в София и става член на новосформираната Вътрешната македонска революционна организация (обединена), а заедно със студентите Коста Веселинов, Димитър Шарланджиев, Асен Чаракчиев, М. Иванов и Кирил Николов участва в близката ѝ Македонска народна студентска група през 1929 година. Завършва право в Софийския университет и специалност „Консулство“ в Свободния университет. След убийството на Александър Протогеров през 1929 година Хаджикимов издава брошура „Не можем повече да мълчим“, в която критикува Иван Михайлов за братоубийствените войни във ВМРО, а самата ВМРО (обединена), чийто печатен орган е „Македонско дело“, критикува Хаджикимов и другите студенти. Иван Михайлов пише в дневника си след среща за Васил Хаджикимов от 9 септември 1930 година, на която са обсъждали Македонската студентска група и федералистите Михаил Шкартов и доктор Филип Атанасов:
| „ | Младият х. Кимов не е доволен от тях. Той развива дейност сред момчетата като Мирчо и др. Той и компания са загазили вече твърде много. | “ |

През 1932 година Васил Хаджикимов е член на групата Македонски народни студенти и сътрудничи активно на редактирания от Александър Мартулков вестник „Македонско знаме“. Васил Хаджикимов, Антон Югов и Ст. Караджов са определени за ръководители на ВМРО (обединена) за България на обща конференция от 15-16 април същата година. След общата резолюция на ВМРО (обединена) и Коминтерна за провъзгласяване на „македонска нация“ от 1934 година Васил Хаджикимов напуска организация и заедно с Борис Михов издава вестника „Македонска борба“, чрез който се противопоставя на македонизацията. Подготвя книгата „БКП и македонското освободително движение“ с помощта на Павел Шатев, но остава неиздадена. Същата година издава „Съществува ли македонска нация“, с която се противопоставя на историческите фалшификации, ставайки един от първите сериозни критици на македонизма преди Втората световна война, и пише писмо („Едно мнение“ с псевдонима „Македонец“) до българския министър-председател Георги Кьосеиванов, в което се застъпва за цялостното обединение на българската нация. Автор е на книгата „Македонските българи“.
След разгрома на Кралска Югославия от Нацистка Германия през април 1941 година се прехвърля във Вардарска Македония, където е инициатор и основател на Българския централен акционен комитет и последвалото посрещане на българската армия. Избран е за секретар-организатор на комитета и заедно с доктор Борис Благоев редактира печатния орган вестник „Македония“ с директор-издател Стефан Стефанов. Участва в установяването на българското управление в областта и работи за защита на интересите на българите, останали в окупираните от италианците и германците зони на Македония.
След 1944 година Васил Хаджикимов е арестуван от новата югославска власт и през февруари 1946 година е осъден първо на смърт чрез разстрел, после присъдата му е заменена от Върховния военен съд с 20 години затвор, от които излежава само 11 в Идризово.
След затвора Хаджикимов живее в Скопие и работи Университетската библиотека „Св. Климент Охридски“, където през 1970 година издава „Ретроспективна библиография на Македония – книги“ в тираж 500 броя. По-късно се премества в София, България, където пише материали за съпротивата срещу македонизма в периода 1944-1980 година. Там заключава, че са проведени над 700 политически процеса срещу българи, доста от които със смъртна присъда, а други 23 хиляди души са убити или изчезнали. 120 хиляди общо са преминали през затворите на Югославия, а около 180 хиляди са прогонени в България и в други страни по света.
След обявяването на независимостта на Република Македония се завръща в Ново село, където умира на 20 декември 1992 година. Васил Хаджикимов е автор и на книгите „Слънчеви дни“ (Скопие, 1942), „Унче и Димче - Пусто турско“ (Щип, 1964), „Любовни копнежи“ (Скопие, 1972) и други.
Васил Хаджикимов пише:
| „ | Две, три или повече млади поколения не са нищо пред дългия низ от поколения през вековете, които са създали и затвърдили основите на българската нация в Македония и така обезпечили нейното безсмъртие. В понятието нация не влизат само младите поколения от живите, но и останалите от всички възрасти, които се чувствуват чистокръвни българи. В понятието нация влизат и мъртвите - тези, които са живели и са се борили за общото ни обединено отечество България. | “ |

Негов личен архивен фонд се съхранява в Държавна агенция „Архиви“.

## Родословие
|  |  |                                     |                                     |                                     |                                     |                                     |                                     |  |  |                  |                  |                  |                  |                                      |                                      |                                      |                                      |                                      |                                      |                  |                  |                  |                  |  |  |                                 |                                 |                                 |                                 |                                 |                                 |  |  |                                   |                                   |                                   |                                   |                                   |                                   |  |  |                 |                 |                 |                 |                 |                 |  |  |                                |                                |                                |                                |                                |                                |  |  |  |  |
|  |  |                                     |                                     |                                     |                                     |                                     |                                     |  |  |                  |                  |                  |                  |                                      |                                      |                                      |                                      |                                      |                                      |                  |                  |                  |                  |  |  |                                 |                                 |                                 |                                 |                                 |                                 |  |  |                                   |                                   |                                   |                                   |                                   |                                   |  |  |                 |                 |                 |                 |                 |                 |  |  |                                |                                |                                |                                |                                |                                |  |  |  |  |
|  |  |                                     |                                     |                                     |                                     |                                     |                                     |  |  |                  |                  |                  |                  | Михаил Хаджикимов (1840 – след 1910) | Михаил Хаджикимов (1840 – след 1910) | Михаил Хаджикимов (1840 – след 1910) | Михаил Хаджикимов (1840 – след 1910) | Михаил Хаджикимов (1840 – след 1910) | Михаил Хаджикимов (1840 – след 1910) |                  |                  |                  |                  |  |  |                                 |                                 |                                 |                                 |                                 |                                 |  |  | Ефрем Хаджикимов (около 1844 – ?) | Ефрем Хаджикимов (около 1844 – ?) | Ефрем Хаджикимов (около 1844 – ?) | Ефрем Хаджикимов (около 1844 – ?) | Ефрем Хаджикимов (около 1844 – ?) | Ефрем Хаджикимов (около 1844 – ?) |  |  |                 |                 |                 |                 |                 |                 |  |  |                                |                                |                                |                                |                                |                                |  |  |  |  |
|  |  |                                     |                                     |                                     |                                     |                                     |                                     |  |  |                  |                  |                  |                  | Михаил Хаджикимов (1840 – след 1910) | Михаил Хаджикимов (1840 – след 1910) | Михаил Хаджикимов (1840 – след 1910) | Михаил Хаджикимов (1840 – след 1910) | Михаил Хаджикимов (1840 – след 1910) | Михаил Хаджикимов (1840 – след 1910) |                  |                  |                  |                  |  |  |                                 |                                 |                                 |                                 |                                 |                                 |  |  | Ефрем Хаджикимов (около 1844 – ?) | Ефрем Хаджикимов (около 1844 – ?) | Ефрем Хаджикимов (около 1844 – ?) | Ефрем Хаджикимов (около 1844 – ?) | Ефрем Хаджикимов (около 1844 – ?) | Ефрем Хаджикимов (около 1844 – ?) |  |  |                 |                 |                 |                 |                 |                 |  |  |                                |                                |                                |                                |                                |                                |  |  |  |  |
|  |  |                                     |                                     |                                     |                                     |                                     |                                     |  |  |                  |                  |                  |                  |                                      |                                      |                                      |                                      |                                      |                                      |                  |                  |                  |                  |  |  |                                 |                                 |                                 |                                 |                                 |                                 |  |  |                                   |                                   |                                   |                                   |                                   |                                   |  |  |                 |                 |                 |                 |                 |                 |  |  |                                |                                |                                |                                |                                |                                |  |  |  |  |
|  |  | Димитър Бабамов (около 1871 – 1910) | Димитър Бабамов (около 1871 – 1910) | Димитър Бабамов (около 1871 – 1910) | Димитър Бабамов (около 1871 – 1910) | Димитър Бабамов (около 1871 – 1910) | Димитър Бабамов (около 1871 – 1910) |  |  | Кира Хаджикимова | Кира Хаджикимова | Кира Хаджикимова | Кира Хаджикимова | Кира Хаджикимова                     | Кира Хаджикимова                     |                                      |                                      | Лазар Хаджикимов                     | Лазар Хаджикимов                     | Лазар Хаджикимов | Лазар Хаджикимов | Лазар Хаджикимов | Лазар Хаджикимов |  |  | Григор Хаджикимов (1893 – 1965) | Григор Хаджикимов (1893 – 1965) | Григор Хаджикимов (1893 – 1965) | Григор Хаджикимов (1893 – 1965) | Григор Хаджикимов (1893 – 1965) | Григор Хаджикимов (1893 – 1965) |  |  | Симеон Хаджикимов (1877 – 1955)   | Симеон Хаджикимов (1877 – 1955)   | Симеон Хаджикимов (1877 – 1955)   | Симеон Хаджикимов (1877 – 1955)   | Симеон Хаджикимов (1877 – 1955)   | Симеон Хаджикимов (1877 – 1955)   |  |  | Славянка Конова | Славянка Конова | Славянка Конова | Славянка Конова | Славянка Конова | Славянка Конова |  |  | Димитър Хаджикимов             | Димитър Хаджикимов             | Димитър Хаджикимов             | Димитър Хаджикимов             | Димитър Хаджикимов             | Димитър Хаджикимов             |  |  |  |  |
|  |  | Димитър Бабамов (около 1871 – 1910) | Димитър Бабамов (около 1871 – 1910) | Димитър Бабамов (около 1871 – 1910) | Димитър Бабамов (около 1871 – 1910) | Димитър Бабамов (около 1871 – 1910) | Димитър Бабамов (около 1871 – 1910) |  |  | Кира Хаджикимова | Кира Хаджикимова | Кира Хаджикимова | Кира Хаджикимова | Кира Хаджикимова                     | Кира Хаджикимова                     |                                      |                                      | Лазар Хаджикимов                     | Лазар Хаджикимов                     | Лазар Хаджикимов | Лазар Хаджикимов | Лазар Хаджикимов | Лазар Хаджикимов |  |  | Григор Хаджикимов (1893 – 1965) | Григор Хаджикимов (1893 – 1965) | Григор Хаджикимов (1893 – 1965) | Григор Хаджикимов (1893 – 1965) | Григор Хаджикимов (1893 – 1965) | Григор Хаджикимов (1893 – 1965) |  |  | Симеон Хаджикимов (1877 – 1955)   | Симеон Хаджикимов (1877 – 1955)   | Симеон Хаджикимов (1877 – 1955)   | Симеон Хаджикимов (1877 – 1955)   | Симеон Хаджикимов (1877 – 1955)   | Симеон Хаджикимов (1877 – 1955)   |  |  | Славянка Конова | Славянка Конова | Славянка Конова | Славянка Конова | Славянка Конова | Славянка Конова |  |  | Димитър Хаджикимов             | Димитър Хаджикимов             | Димитър Хаджикимов             | Димитър Хаджикимов             | Димитър Хаджикимов             | Димитър Хаджикимов             |  |  |  |  |
|  |  |                                     |                                     |                                     |                                     |                                     |                                     |  |  |                  |                  |                  |                  |                                      |                                      |                                      |                                      |                                      |                                      |                  |                  |                  |                  |  |  |                                 |                                 |                                 |                                 |                                 |                                 |  |  |                                   |                                   |                                   |                                   |                                   |                                   |  |  |                 |                 |                 |                 |                 |                 |  |  |                                |                                |                                |                                |                                |                                |  |  |  |  |
|  |  |                                     |                                     |                                     |                                     |                                     |                                     |  |  |                  |                  |                  |                  |                                      |                                      |                                      |                                      |                                      |                                      |                  |                  |                  |                  |  |  |                                 |                                 |                                 |                                 |                                 |                                 |  |  | Христо Хаджикимов (1902 – ?)      | Христо Хаджикимов (1902 – ?)      | Христо Хаджикимов (1902 – ?)      | Христо Хаджикимов (1902 – ?)      | Христо Хаджикимов (1902 – ?)      | Христо Хаджикимов (1902 – ?)      |  |  |                 |                 |                 |                 |                 |                 |  |  | Васил Хаджикимов (1903 – 1992) | Васил Хаджикимов (1903 – 1992) | Васил Хаджикимов (1903 – 1992) | Васил Хаджикимов (1903 – 1992) | Васил Хаджикимов (1903 – 1992) | Васил Хаджикимов (1903 – 1992) |  |  |  |  |